# Ericabatrachus baleensis
Ericabatrachus baleensis es una especie de anfibio anuro de la familia Petropedetidae y única representante del género Ericabatrachus.

## Distribución geográfica y hábitat
Es endémica del parque nacional del Monte Bale en Etiopía. Su rango altitudinal oscila entre 2400 y 3200 m s. n. m..

## Estado de conservación
Se encuentra amenazada por la pérdida de su hábitat natural.